# The Milagro Beanfield War
The Milagro Beanfield War é um filme estadunidense de 1988, dos gêneros comédia, fantasia e drama, dirigido por Robert Redford e com roteiro baseado no livro de John Nichols.

## Elenco
- Rubén Blades ... Sheriff Bernie Montoya
- Richard Bradford ... Ladd Devine
- Sônia Braga ... Ruby Archuleta
- Julie Carmen ... Nancy Mondragon
- James Gammon ... Horsethief Shorty Wilson
- Melanie Griffith ... Flossie Devine
- John Heard ... Charlie Bloom
- Carlos Riquelme ... Marshal Amarante Cordova
- Daniel Stern ... Herbie Platt
- Chick Vennera ... Joe Mondragon
- Christopher Walken ... Kyril Montana
- Freddy Fender ... Mayor Sammy Cantú
- Tony Genaro ... Nick Rael
- Jerry Hardin ... Emerson Capps
- Ronald G. Joseph ... Jerry Gomez
- Mario Arrambide ... Carl
- Robert Carricart ... Coyote Angel

## Recepção
A estreia do filme em três sites foi chamado de " risco" e " decepcionante " pelos analistas da indústria.

## Prêmios e indicações

### Prêmios
Ganhou
- Academy Awards: Oscar; Melhor Musica, Melhor Roteiro Original , Dave Grusin; 1989.
- Political Film Society: PFS Award; Democracy; 1989.

Indicado
- Golden Globes: Golden Globe; Melhor Roteiro Original - Motion Picture, Dave Grusin; 1989.